# Stars de Syracuse
Les Stars de Syracuse sont une franchise professionnelle de hockey sur glace des années 1930 et 1940.

## Historique
L’équipe jouait à Syracuse dans l’État de New York aux États-Unis et a fait partie tour à tour de la Ligue internationale de hockey puis de l’International-American Hockey League.
L’équipe rejoint la LIH en 1930 lors de sa seconde saison d’existence et ne la quitte que lors de la fusion entre la LIH et l’ancienne Canadian-American Hockey League, surnommée la Can-Am, en 1936.
Lors de la première saison de cette nouvelle ligue, les Stars deviennent la première équipe à remporter la Coupe Calder de l’histoire.  Ils battent en finale des séries éliminatoires les Ramblers de Philadelphie. La même année, ils remportent le trophée F.-G.-« Teddy »-Oke de la meilleure équipe de la division Ouest, trophée qui vient alors d'être mis en place. Dès la saison suivante, les Stars parviennent une nouvelle fois en finale de la Coupe mais cette fois-ci, ils sont défaits par les Reds de Providence.
L’équipe cesse ses activités en 1940 et devient les Bisons de Buffalo. Le nom de Stars de Syracuse a également été utilisé entre 2001 et 2005 par une équipe de hockey mineur.

## Statistiques
| No | Saison    | PJ | V  | D  | N | BP  | BC  | Pts | Classement                   | Séries éliminatoires                                                |
| -- | --------- | -- | -- | -- | - | --- | --- | --- | ---------------------------- | ------------------------------------------------------------------- |
| 1  | 1930-1931 | 48 | 9  | 34 | 5 | 114 | 171 | 23  | 7e de la LIH                 | Non qualifiés                                                       |
| 2  | 1931-1932 | 48 | 16 | 23 | 9 | 111 | 118 | 41  | 6e de la LIH                 | Non qualifiés                                                       |
| 3  | 1932-1933 | 44 | 23 | 15 | 6 | 136 | 119 | 52  | 3e de la LIH                 | Éliminé au premier tour                                             |
| 4  | 1933-1934 | 44 | 19 | 21 | 4 | 114 | 120 | 42  | 4e de la LIH                 | Éliminé au premier tour                                             |
| 5  | 1934-1935 | 44 | 20 | 20 | 4 | 128 | 118 | 40  | 3e de la LIH                 | 0-2 Olympics de Détroit (premier tour)                              |
| 6  | 1935-1936 | 48 | 26 | 19 | 3 | 167 | 130 | 55  | 1er division Est de la LIH   | 0-3 Olympics de Détroit (premier tour)                              |
| 7  | 1936-1937 | 48 | 27 | 16 | 5 | 173 | 129 | 59  | 1er division Ouest de l'IAHL | 3-1 contre les Ramblers de Philadelphie Champion de la Coupe Calder |
| 8  | 1937-1938 | 48 | 21 | 20 | 7 | 142 | 122 | 49  | 3e division Ouest de l'IAHL  | 1-3 Reds de Providence (finale)                                     |
| 9  | 1938-1939 | 54 | 26 | 19 | 9 | 152 | 117 | 61  | 2e division Ouest de l'IAHL  | 1-2 Reds de Providence (tour préliminaire)                          |
| 10 | 1939-1940 | 56 | 20 | 27 | 9 | 147 | 169 | 49  | 5e division Ouest de l'IAHL  | Non qualifiés                                                       |